# Liste der Biografien/Coy
Liste der Biografien |
Portal Biografien |
Personensuche
# |
A |
B |
C |
D |
E |
F |
G |
H |
I |
J |
K |
L |
M |
N |
O |
P |
Q |
R |
S |
T |
U |
V |
W |
X |
Y |
Z |
?
 
Ca |
Cb |
Cc |
Ce |
Ch |
Ci |
Cj |
Ck |
Cl |
Cm |
Cn |
Co |
Cr |
Cs |
Ct |
Cu |
Cv |
Cw |
Cy |
Cz
 
Coa–Cod |
Coe–Cok |
Col |
Com |
Con |
Coo–Coq |
Cor |
Cos |
Cot |
Cou |
Cov |
Cow |
Cox |
Coy |
Coz
Die Liste der Biografien führt alle Personen auf, die in der deutschsprachigen Wikipedia einen Artikel haben. Dieses ist eine Teilliste mit 63 Einträgen von Personen, deren Namen mit den Buchstaben „Coy“ beginnt.

## Coy
- Coy, Bernard (1901–1946), US-amerikanischer BankräuberBernard Coy (1901–1946)

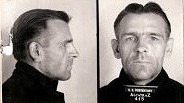
Bernard Coy (1901–1946)

- Coy, Chris (* 1986), US-amerikanischer Schauspieler
- Coy, Eric (1914–1985), kanadischer Diskuswerfer und Kugelstoßer
- Coy, Eugene (1898–1962), US-amerikanischer Jazzmusiker (Schlagzeuger, auch Pianist)
- Coy, Friedrich Johann (1891–1944), deutscher römisch-katholischer Landwirt und Märtyrer
- Coy, George Willard (1836–1915), US-amerikanischer Erfinder
- Coy, Johannes F. (* 1963), deutscher Biologe und Krebsforscher
- Coy, Jonathan (* 1953), britischer Schauspieler
- Coy, Martin (* 1954), deutscher Geograph an der Universität Innsbruck
- Coy, Wolfgang (* 1947), deutscher Informatiker

### Coya
- Coya, Simone, italienischer Komponist

### Coyc
- Coycault, Ernest (1884–1940), US-amerikanischer Jazzmusiker

### Coye
- Coye, Warren (* 1965), belizischer Radrennfahrer
- Coyet, Peter Julius (1618–1667), schwedischer Diplomat
- Coyet, Wilhelm Julius (1647–1709), schwedischer Jurist, Diplomat und Regierungsbeamter
- Coyett, Frederick († 1687), Gouverneur der Niederländischen Ostindien-Kompanie auf Formosa (Taiwan)

### Coyl
- Coyle, Brendan (* 1963), irisch-britischer SchauspielerBrendan Coyle (* 1963)

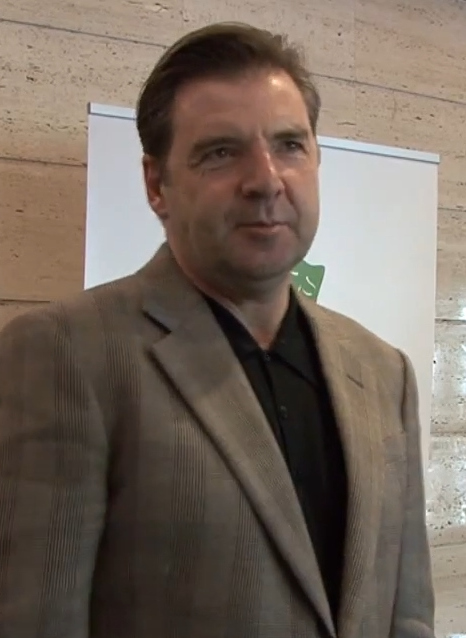
Brendan Coyle (* 1963)

- Coyle, Brock (* 1990), US-amerikanischer American-Football-Spieler
- Coyle, Charlie (* 1992), US-amerikanischer Eishockeyspieler
- Coyle, Diane (* 1961), britische Ökonomin und Journalistin
- Coyle, Doc, US-amerikanischer Gitarrist
- Coyle, Fay (1933–2007), nordirischer Fußballspieler
- Coyle, Frank (1886–1947), US-amerikanischer Stabhochspringer
- Coyle, James (1873–1921), US-amerikanischer Priester, Opfer des Ku-Klux-Klan
- Coyle, Jerry, US-amerikanischer Filmschauspieler, Filmproduzent und Schauspiellehrer
- Coyle, John (1932–2016), schottischer Fußballspieler
- Coyle, John (* 1941), australischer Hindernis- und Langstreckenläufer
- Coyle, Joseph T. (* 1943), Psychiater und Neurowissenschaftler
- Coyle, Nadine Elizabeth Louise (* 1985), irische Sängerin
- Coyle, Owen (* 1966), schottisch-irischer Fußballspieler und -trainer
- Coyle, Richard (* 1972), britischer Schauspieler
- Coyle, Robert (* 1964), US-amerikanischer Geistlicher, römisch-katholischer Weihbischof in Rockville Centre
- Coyle, Trae (* 2001), englischer Fußballspieler
- Coyle, William J. (1888–1977), US-amerikanischer Politiker
- Coyle, William R. (1878–1962), US-amerikanischer Politiker

### Coym
- Coymax, Cornelius († 1588), Karten-, Kunst- und Kurzwarenhändler in Nürnberg

### Coyn
- Coyne Long, Thelma (1918–2015), australische Tennisspielerin
- Coyne Schofield, Kendall (* 1992), US-amerikanische Eishockeyspielerin
- Coyne, André (1891–1960), französischer Ingenieur
- Coyne, Chris (* 1978), australischer Fußballspieler
- Coyne, Christopher (* 1958), US-amerikanischer römisch-katholischer Geistlicher, Erzbischof von Hartford
- Coyne, Clarence E. (1881–1929), US-amerikanischer Politiker
- Coyne, Colleen (* 1971), US-amerikanische Eishockeyspielerin
- Coyne, George (1933–2020), US-amerikanischer Jesuit und Astronom
- Coyne, Geret (* 1966), kanadischer Biathlet und Biathlontrainer
- Coyne, James K. (* 1946), US-amerikanischer Politiker
- Coyne, Jamie (* 1981), australischer Fußballspieler
- Coyne, Jeanne (1923–1973), US-amerikanische Broadway-Tänzerin, Choreographin und Schauspielerin
- Coyne, Jerry (* 1949), US-amerikanischer Evolutionsbiologe
- Coyne, Jonny (* 1953), britischer Schauspieler
- Coyne, Kevin (1944–2004), britischer Rockmusiker, Maler und Autor
- Coyne, Robert (* 1969), britischer Alternative-Folk-Musiker und Singer-Songwriter
- Coyne, Tommy (* 1962), irischer Fußballspieler und trainer
- Coyne, William J. (1936–2013), US-amerikanischer Politiker

### Coyo
- Coyot, Arnaud (1980–2013), französischer Radrennfahrer
- Coyote (1962–2015), französischer Comiczeichner und Autor
- Coyote, Alberto (* 1967), mexikanischer Fußballspieler
- Coyote, Peter (* 1941), US-amerikanischer SchauspielerPeter Coyote (* 1941)

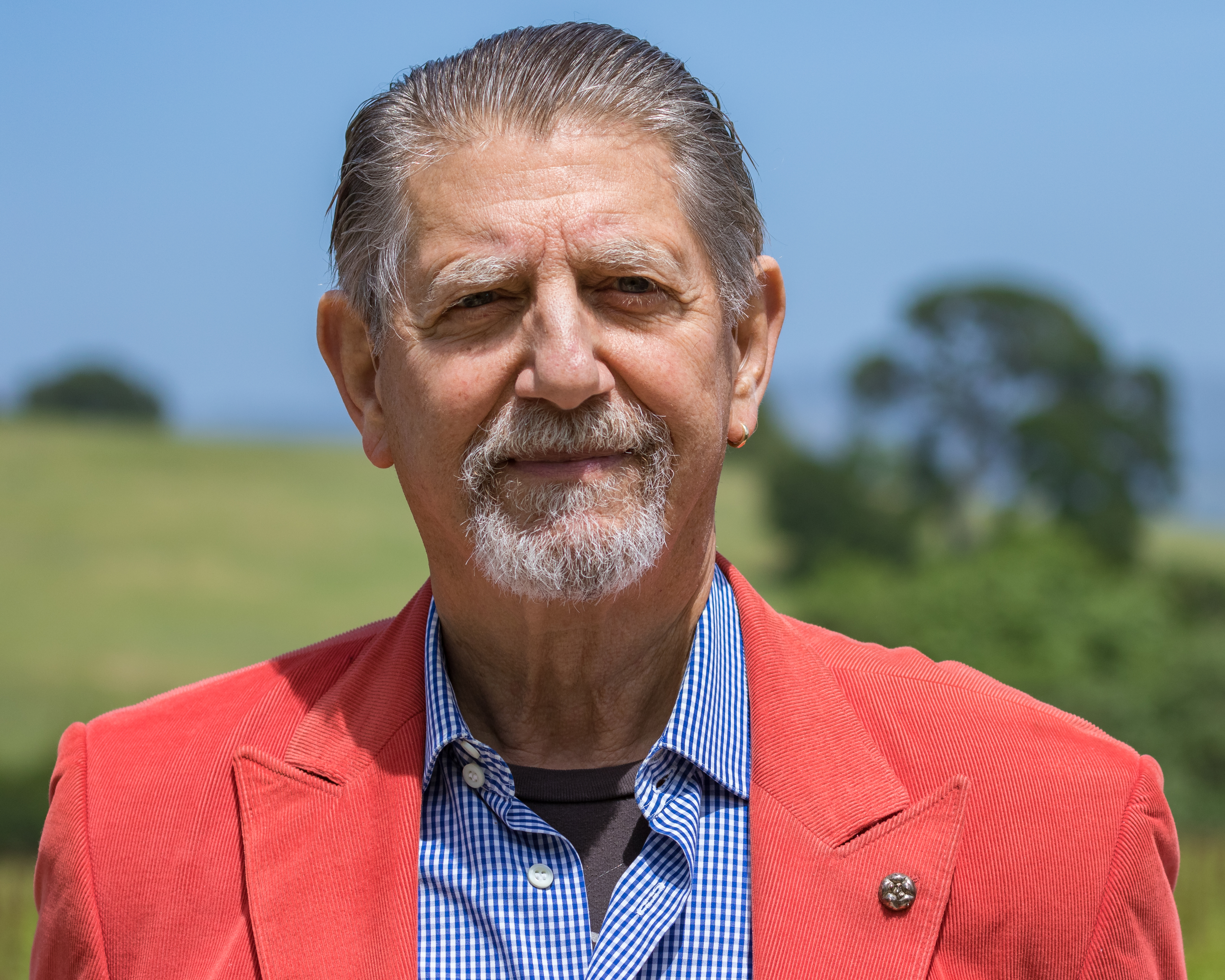
Peter Coyote (* 1941)

### Coyp
- Coypel, Antoine (1661–1722), französischer Hofmaler
- Coypel, Charles-Antoine (1694–1752), französischer Maler
- Coypel, Noël (1628–1707), französischer Maler
- Coypel, Noël-Nicolas (1690–1734), französischer Maler

### Coys
- Coysevox, Antoine (1640–1720), französischer Bildhauer